# WorldView-1
WorldView-1 (WV 1) è un satellite commerciale per l'osservazione della terra di proprietà di DigitalGlobe. WorldView-1 è stato lanciato il 18 settembre 2007, seguito successivamente da WorldView-2 nel 2009. Le prime immagini di WorldView-1 erano disponibili nell'ottobre 2007, prima del sesto anniversario del lancio di QuickBird, il precedente satellite di DigitalGlobe.